# إيميت فورست
إيميت فورست (بالإنجليزية: Emmett Forrest)‏ هو عسكري أمريكي، ولد في 3 سبتمبر 1927، وتوفي في 12 يناير 2013.